# أيل ليماسول
اتحاد ليماسول الرياضي (باليونانية: Αθλητική Ένωση Λεμεσού) هو نادي كرة قدم قبرصي تأسس في سنة 1930. يقع مقره في مدينة ليماسول الساحلية. فاز ببطولة الدوري المحلي في موسم 2011–12 للمرة السادسة في تاريخه. الملعب الرئيسي للنادي هو ملعب تسيريون، يشتهر بفريق كرة القدم.
يوجد في نادي أيل ليماسول فريق لكرة السلة للرجال والسيدات، وفريق لكرة الطائرة للسيدات، وفريق لكرة الصالات (إنشي حديثًا في 1976)، وفريق لكرة اليد للسيدات، وفريق الكريكيت. أيل ليماسول هو أحد أنجح الأندية في الجزيرة برصيد 17 لقبًا رسميًا لكرة القدم تتكون من 6 بطولات دوري الدرجة الأولي، و7 كؤوس، و4 كؤوس سوبر. نادي ليماسول لكرة السلة معروف جيدًا، ويعتبر حاليًا الفريق الوحيد من قبرص الفائز بلقب أوروبي وهو كأس التحدي الإقليمي الأوروبي. التميمة الرسمية لنادي ليماسول هي الأسد، أطلق علي النادي لقب الأسود من قبل المشجعين.

## التاريخ
تأسس النادي في 4 أكتوبر 1930 وكان ستافروس بيتاس أول رئيس للنادي. لعب فريق كرة القدم أول مباراة في 6 يناير 1931 ضد PSC، وفاز بنتيجة 6-1 في ليماسول. فاز النادي بالبطولة الوطنية عام 1934، ولكن لا يُنسب إليه لأنه لقب غير رسمي. أصبح ليماسول في وقت لاحق من ذلك العام أحد الأعضاء الثمانية المؤسسين لدوري القبرصي الدرجة الأولى في موسم 1934–1935، وهو أول دوري رسمي للبلاد.
احتفل نادي أيل ليماسول بأول لقب رسمي في عام 1941 بعد فوزه على نادي أبويل 4-3 في مباراة فاصلة. كان على مشجعي ليماسول الإنتظار لمدة 12 عامًا حتى تذوق طعم النجاح مرة أخرى، وأصبح النادي بطلًا لقبرص مرة أخرى في عام 1953، وكرر ليماسول هذا النجاح مرتين، فحقق بطولات الدوري المتتالية في 1955 و1956.
فاز النادي بالبطولة الأخيرة في عام 1989، ثم النجاح بالفوز بلقب عام 2012، عندما تغلب على منافسه في المدينة أريس ليماسول 3-2 بعد وقت إضافي في نهائي كأس قبرص.
عين ليماسول المدرب بامبوس كريستودولو في عام 2011، الذي اشتهر بإبعاد الفرق المتواضعة بعيدًا عن الهبوط، بعد احتلال المركز السابع في الموسم السابق بشكل مخيب للآمال، لبدء عملية إعادة بناء النادي. حصل ليماسول علي لقب الدوري القبرصي لأول مرة منذ عام 1968 في 5 مايو 2012، فأنهي 44 عامًا من الجفاف دون الحصول علي لقب الدوري القبرصي الدرجة الأولى.
خاض كريستودولو أول موسم يشبه الحلم في قيادة فريق ليماسول، فلم يهزم فريقه، ولم يستقبل شباكه أي أهداف خلال المباريات الخمس الأولى. أنهى فريق ليماسول في الصدارة في نهاية الدور الثاني بفارق ثلاث نقاط عن الفريق صاحب المركز الثاني، ولم يتلق سوى سبعة أهداف، وهو أفضل سجل دفاعي لجميع فرق الدوري. تنافس فريق ليماسول في الدور الفاصل الفرق الأربعة الأولي في البطولة، وفاز بالمباريات معدا مباراة واحدة. أطلق المشجعون علي كريستودولو لقب بامبورينيو،  لأنه نجح في تحقيق لقب البطولة، وهو مزيج من اسمه واسم المدرب جوزيه مورينيو.
حصل فريق ليماسول علي كأس البطولة خلال أمسية «العيد» الرائعة في استاد تسيريون مساء يوم السبت 12 مايو 2012. وتبع ذلك استعراض مفتوح بالحافلة في ليماسول. احتشد ما يصل إلى 12000 من مشجعي ليماسول في الملعب لمشاهدة العروض التقديمية للمهرجان والكأس. وحول النادي انتباهه إلى نهائي الكأس في 16 مايو ضد نادي أومونيا، وكانت الفرصة سامحه للتتويج بالثنائية للمرة الأولى في تاريخ النادي. النادي، ولكن أنهزم في النهائي 1-0. وصل ليماسول في العام التالي إلي مرحلة المجموعات في بطولة تابعة لمسابقات الاتحاد الأوروبي لكرة القدم للمرة الأولى، فأحتل المركز الأخير في مجموعة في الدوري الأوروبي، وحصد على أربع نقاط فقط.
أقيل المدرب الأنغولي ليتو فيديجال في 22 أكتوبر 2013، بعد ما يزيد قليلاً عن ثلاثة أشهر من استلام منصبه. وعين البلغاري ايفاييلو بيتيف مدربًا لفريق ليماسول في 25 أكتوبر، بعد أن قاد لودوغورتس رازغراد سابقًا لصعود إلي الدوري البلغاري الممتاز، والحصول علي لقبين من الدوري البلغاري، والفوز بكأس بلغاريا، وكذلك الفوز كأس السوبر البلغاري. وقع بيتيف صفقة مبدئية للبقاء في ليماسول حتى نهاية موسم 2014-15.
احتل فريق ليماسول المركز الأول في المرحلة الأولي من نهاية 2013-2014، احتاج ليماسول فقط إلي التعادل في مباراة البطولة ضد أبويل في 17 مايو 2014، ليضمن لقبه الثاني في الدوري في ثلاث سنوات إنتهت المباراة في الدقيقة 52 بنتيجة 0-0، لإصابة الألعاب النارية التي أطلقها مشجعو فريق ليماسول لاعب أبويل كاكا. أعيدت المباراة في 31 مايو 2014 خلف أبواب مغلقة في ملعب محايد، وحقق أبويل لقب الدوري للمرة الثانية على التوالي بعد فوزه علي ليماسول 1-0، بفضل هدف سيليان شيريدان. ألغت اللجنة التأديبية لاتحاد قبرص لكرة القدم (CFA) بصفتها مجلس الاستئناف بالإجماع قرار مجلس اتحاد قبرص لكرة القدم بإعادة نهائي بطولة 17 مايو في يوم 6 يونيو 2014، ومنحت المباراة لأبويل بنتيجة 0-3. أنهى جناح ليماسول خورخي مونتيرو الموسم بصفته هدافًا مشتركًا في الدوري برصيد 18 هدفًا، واختير منتج أكاديمية بورتو السابق كأفضل لاعب في العام من قبل اتحاد قبرص لكرة القدم. احتل فريق ليماسول المركز الرابع في بطولة 2016-2017، ونتيجة لذلك حصل الفريق علي مقعد في الجولة التأهيلية الأولى من الدوري الأوروبي، ونجح فريق ليماسول في الصعود إلى الدور التمهيدي الثالث، وكانت مباراة غير عادلة من الحكم أرتيوم كوتشين ولاعبي أوستريا فيينا. أعطي الحكم ركلة الجزاء لخطأ خارج منطقة الجزاء علي ليماسول وبطاقة حمراء لمدافع ليماسول ماركو أيروسا في الدقيقة العشرين. كافحت ليماسول من أجل الفوز طوال المباراة لتحقق هدفين، تصعد بها إلي التصفيات النهائية، ولكن المبارة انتهت 1-2.

## شركة أيل ليماسول
قسم كرة القدم في أيل ليمايسول مملوك قانونيًا لشركة (باليونانية: ΑΕΛ Ποδόσφαιρο Δημόσια ΛΤΔ)، وهي شركة عامة محدودة منذ عام 2009. نشاط الشركة الرئيسي هو إدارة وتشغيل والاستغلال التجاري لنادي أيل ليماسول لكرة القدم.

## الملعب

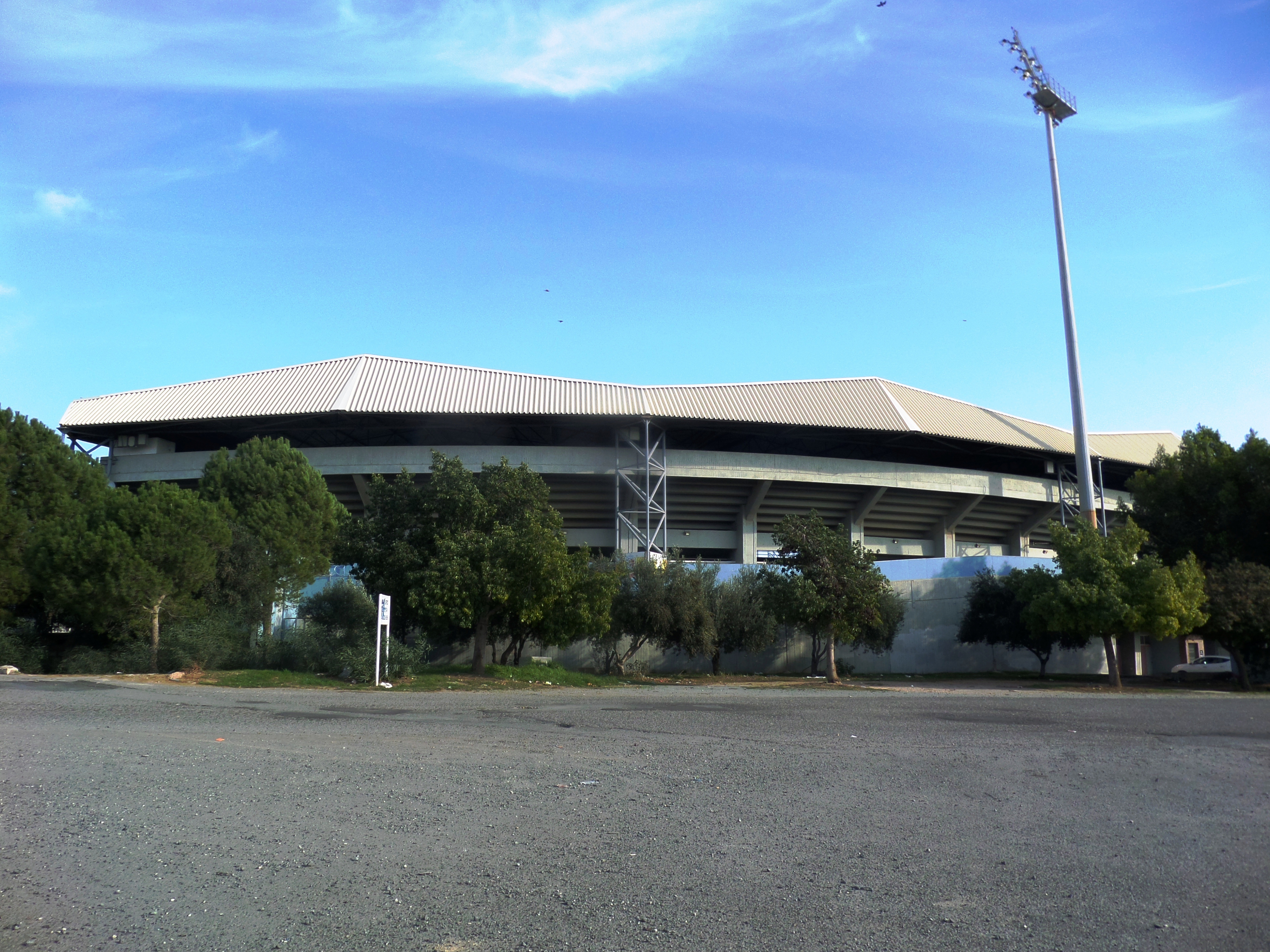
ملعب تسيريون

يلعب أيل ليماسول مبارياته على أرضه في ملعب تسيريون، الذي يتسع لـ14,000 مقعد، ويعرف أيضًا باسم بملعب (Olympia (G.S.O. ملعب تسيريون هو ملعب متعدد الاستخدامات في ليماسول، يستخدم في الغالب لمباريات كرة القدم، وهو أيضًا ملعب أبولون ليماسول وأريس ليماسول. بني الملعب في عام 1975.
بدأ بناء ملعب جديد في ليماسول ومن المتوقع افتتاحه حتى عام 2022 ليحل محل ملعب تسيريون. تبلغ سعة الملعب الجديد حوالي 13.500، وسيكون الاسم الرسمي للملعب هو ليماسول أرينا. الملعب الجديد سيكون من فئة 4 نجوم من الاتحاد الأوروبي لكرة القدم.

## تصنيف الأندية من الاتحاد الأوروبي لكرة القدم
تصنيف الأندية من الاتحاد الأوروبي لكرة القدم في عام 2017

### تصنيف النادي من الاتحاد الأوروبي لكرة القدم
| الترتيب | الدولة | الفريق          | النقاط |
| ------- | ------ | --------------- | ------ |
| 211     | قبرص   | أيل ليماسول     | 4.310  |
| 212     | قبرص   | نادي أيك لارنكا | 4.310  |

اخر تحديث: 15 يونيو 2018
المصدر:1

## السجل الأوروبي
1R = الدور الأول، PR = الدور التمهيدي، Q = الدور التأهيلي، PO = المبارة الفاصلة
| الموسم  | البطولة              | الدور            | النادي                       | الذهاب | الإياب | الإجمالي  |  |
| ------- | -------------------- | ---------------- | ---------------------------- | ------ | ------ | --------- |  |
| 1968–69 | دوري أبطال أوروبا    | 1R               | ريال مدريد                   | 0–6    | 0–6    | 0–12      |  |
|         |                      |                  |                              |        |        |           |  |
| 1985–86 | كأس الكؤوس الأوروبية | 1R               | دوكلا براغ                   | 2–2    | 0–4    | 2–6       |  |
|         |                      |                  |                              |        |        |           |  |
| 1987–88 | كأس الكؤوس الأوروبية | PR               | نادي داك 1904 دونيسكا ستريدا | 0–1    | 1–5    | 1–6       |  |
|         |                      |                  |                              |        |        |           |  |
| 1989–90 | كأس الكؤوس الأوروبية | 1R               | أدميرا فاكر مودلينغ          | 0–3    | 1–0    | 1–3       |  |
|         |                      |                  |                              |        |        |           |  |
| 2002–03 | الدوري الأوروبي      | QR               | نادي فيرينتسفاروشي           | 0–4    | 2–1    | 2–5       |  |
|         |                      |                  |                              |        |        |           |  |
| 2012–13 | دوري أبطال أوروبا    | 2Q               | نادي لينفيلد                 | 3–0    | 0–0    | 3–0       |  |
| 2012–13 | دوري أبطال أوروبا    | 3Q               | نادي بارتيزان                | 1–0    | 1–0    | 2–0       |  |
| 2012–13 | دوري أبطال أوروبا    | PO               | رويال أندرلخت                | 2–1    | 0–2    | 2–3       |  |
| 2012–13 | الدوري الأوروبي      | المجموعة الثالثة | أولمبيك مارسيليا             | 1–5    | 3–0    | 4th place |  |
| 2012–13 | الدوري الأوروبي      | المجموعة الثالثة | نادي فنربخشة                 | 0–1    | 0–2    | 4th place |  |
| 2012–13 | الدوري الأوروبي      | المجموعة الثالثة | بوروسيا مونشنغلادباخ         | 0–0    | 0–2    | 4th place |  |
|         |                      |                  |                              |        |        |           |  |
| 2014–15 | دوري أبطال أوروبا    | 3Q               | زينيت سانت بطرسبرغ           | 1–0    | 0–3    | 1–3       |  |
| 2014–15 | الدوري الأوروبي      | PO               | توتنهام هوتسبير              | 1–2    | 0–3    | 1–5       |  |
|         |                      |                  |                              |        |        |           |  |
| 2017–18 | الدوري الأوروبي      | 1Q               | St Joseph's ‏                 | 4–0    | 6–0    | 10–0      |  |
| 2017–18 | الدوري الأوروبي      | 2Q               | نادي بروغريس نيدركورن        | 1–0    | 2–1    | 3–1       |  |
| 2017–18 | الدوري الأوروبي      | 3Q               | نادي بروغريس نيدركورن        | 0–0    | 1–2    | 1–2       |  |
|         |                      |                  |                              |        |        |           |  |
| 2019–20 | الدوري الأوروبي      | 2Q               | أريس تسالونيكي               | 0–0    | 0–1    | 0–1       |  |

## إحصائيات مسابقات الاتحاد الأوروبي لكرة القدم
- أكبر فوز:
  - ليماسول  6-0  St Joseph's
- هزيمة كبرى:
  - يوم 26/09/1968 ليماسول  0-6  ريال مدريد، في مدينة  مدريد
  - يوم 18/09/1968، ريال مدريد 6-0  ليماسول، في مدينة مدريد
- المشاركات في دوري أبطال أوروبا: 3
- المشاركات في كأس الكؤوس الأوروبية: 3
- المشاركات في الدوري الأوروبي: 5
- الأكثر مشاركة: 12
  -  ماريوس نيكولاو
- الهداف: 2
  -  إدوين أون
  -  كريس ديكسون
  -  فوهو
  -  دوسة جونيور

## تشكيلة الفريق
آخر تحديث 28 سبتمبر 2020.
ملاحظة: تشير الأعلام إلى المنتخب الوطني على النحو المحدد في قواعد الأهلية للفيفا. قد يحمل اللاعبون أكثر من جنسية واحدة غير تابعة للفيفا.
| الرقم | البلد            | المركز | اللاعب                      |
| ----- | ---------------- | ------ | --------------------------- |
| 1     | الرأس الأخضر     | حارس   | فوزينها                     |
| 4     | البرتغال         | مدافع  | أندريه فيريرا تيكسيرا       |
| 6     | صربيا            | وسط    | سلوبودان ميدوجيفيك          |
| 7     | قبرص             | مدافع  | اندرياس افرام               |
| 8     | مقدونيا الشمالية | وسط    | Davor Zdravkovski           |
| 9     | صربيا            | وسط    | ماركو ادموفيك               |
| 10    | أرمينيا          | وسط    | غيفورغ غازاريان             |
| 11    | إسبانيا          | وسط    | لورينك ريرا اورتيجا         |
| 13    | قبرص             | مدافع  | Strahinja Kerkez            |
| 14    | بلجيكا           | مهاجم  | ريان ماي                    |
| 16    | إسبانيا          | وسط    | مانويل توريس خيمينيث        |
| 17    | البرازيل         | مدافع  | إلسمي إولر سيلفا كافليكانتي |
| 22    | قبرص             | مهاجم  | ميناس أنتونيو               |

| الرقم | البلد           | المركز | اللاعب                  |
| ----- | --------------- | ------ | ----------------------- |
| 23    | قبرص            | وسط    | ڤاسيليوس يايافوتيس      |
| 24    | قبرص            | وسط    | Dimitris Avraam         |
| 27    | الجبل الأسود    | مدافع  | Momčilo Rašo            |
| 28    | البوسنة والهرسك | مدافع  | جوردان بونوزا           |
| 30    | قبرص            | حارس   | Andreas Keravnos        |
| 31    | البرازيل        | مدافع  | برونو أرواخو دوس سانتوس |
| 40    | قبرص            | مدافع  | تشارالامبوس كيرياكو     |
| 50    | صربيا           | مهاجم  | اندريجا مافديفاك        |
| 72    | قبرص            | وسط    | Michalis Konstantinidis |
| 77    | كرواتيا         | مهاجم  | ماتكو بابيك             |
| 90    | بلجيكا          | وسط    | دانيلو سوزا كامبوس      |
| 95    | بولندا          | حارس   | باتريك بروسيك           |

### إعارة
ملاحظة: تشير الأعلام إلى المنتخب الوطني على النحو المحدد في قواعد الأهلية للفيفا. قد يحمل اللاعبون أكثر من جنسية واحدة غير تابعة للفيفا.
| الرقم | البلد | المركز | اللاعب                                                      |
| ----- | ----- | ------ | ----------------------------------------------------------- |
|       | قبرص  | مدافع  | Charis Kapsos (إلي Karmiotissa حتي 30 يونيو 2021)           |
|       | قبرص  | مدافع  | Markos Moustakis (إلي نادي بالزان حتي 30 يونيو 2021)        |
|       | قبرص  | مدافع  | Evagoras Antoniou (إلي Kouris Erimis حتي 30 يونيو 2021)     |
|       | قبرص  | مدافع  | Christoforos Frantzis (إلي Kouris Erimis حتي 30 يونيو 2021) |

| الرقم | البلد    | المركز | اللاعب                                                            |
| ----- | -------- | ------ | ----------------------------------------------------------------- |
|       | البرتغال | وسط    | لياندرو ميغيل بيريرا سيلفا (إلي نادي أروكا حتي 30 يونيو 2021)     |
|       | قبرص     | وسط    | اندرياس فراجكو (إلي Karmiotissa حتي 30 يونيو 2021)                |
|       | قبرص     | وسط    | Stylianos Panteli (إلي نادي إيرميس أراديبو حتي 30 يونيو 2021)     |
|       | قبرص     | وسط    | Giannis Gerolemou (إلي نادي تسارسكو سيلو صوفيا حتي 30 يونيو 2021) |

### لاعبون أجانب
| مواطني الاتحاد الأوروبي - ماتكو بابيك - باتريك بروسيك - أندريه فيريرا تيكسيرا - لورينك ريرا اورتيجا - مانويل توريس خيمينيث | مواطني الاتحاد الأوروبي (جنسية مزدوجة) - دانيلو سوزا كامبوس - ريان ماي - جوردان بونوزا | المواطنين من خارج الاتحاد الأوروبي - فوزينها - Momčilo Rašo - Davor Zdravkovski - غيفورغ غازاريان - إلسمي إولر سيلفا كافليكانتي - برونو أرواخو دوس سانتوس - ماركو ادموفيك - اندريچا ماچديفاك - سلوبودان ميدوچيفيك |

## لاعبون بارزون
| - كلايتون فيريرا كروز - كليمنتي تاسيتيشفيلي - أتيلا توكولي - غابور تورما - موتيو أديبوجو - أولجيرد موسكاليفيتش - رادوسلاف كالوزني - باتريك ليوغويون | - دانييل كاريسو - فيليبي آزيفيدو - تيكينيو - حسين ياسر المحمدي - إيلي ستان - ماريان سافو - كورنيليو بابورا - تيبور سيليميس | - بريدراج أوكوكولجيتش - سيني ندياي - كامل كونتوفالسكي - ماركو سيمونوفيتش - أمير كاريتش - يورغن ويلمارك - جينادي ليتوفتشينكو |

## الطاقم
| طاقم التدريب                | طاقم التدريب          |
| --------------------------- | --------------------- |
| المدير الفني                | دوسان كيركيز          |
| مساعد مدرب                  | كريستوس تشارالابوس    |
| التحليل التكتيكي لكرة القدم | كريستوس بانتيلي       |
| مدرب حراس المرمى            | ماريوس ستافرينيدس     |
| مدرب اللياقة البدنية        | حارس فالس             |
| مساعد مدرب اللياقة          | شارالامبوس بيتاكس     |
|                             |                       |
| الطقم الطبي                 |                       |
| دكتور                       | كريستوس باتساليديس    |
| علاج طبيعي                  | جيورجوس زانتيس        |
| علاج طبيعي                  | بوليس أخيليوس         |
| علاج طبيعي                  | كيموناس باباميلتيادوس |

## الإنجازات
- الدوري القبرصي الدرجة الأولى

البطل (6): 1940–41، 1952–53، 1954–55، 1955–56، 1967–68، 2011–12
الوصيف (2): 1947–48، 2013–14
- الدوري القبرصي الدرجة الثانية

البطل: 1996–97
- كأس قبرص

البطل (7): 1938–39، 1939–40، 1947–48، 1984–85، 1986–87، 1988–89، 2018–19
الوصيف (11): 1937–38، 1940–41، 1958–59، 1978–79، 1987–88، 2002–03، 2003–04، 2008–09، 2011–12، 2012–13، 2014–15
- كأس السوبر القبرصي

البطل (4): 1953، 1968، 1985، 2015
الوصيف (5): 1955، 1987، 1989، 2012، 2019

## المدربين
- Dimitris Tsiepis (1930-32)
- Argiris Gavalas (1932-46)
- Costas Vasiliou (1946-48)
- Argiris Gavalas (1948-56)
- Spiros Elia
- Ferdinard Ceplar
- Christos Christodoulou
- Ulhen Fitz
- Georgios Eisaggeleas
- Costas Pambou "Mavrokolos"
- نيكولاي سيماتوك (1962–63)
- Loizos Pantelidis (1968-69)
- فرانتيسيك هافرانيك (1984–86)
- فالير سفيك (1986–88)
- دوشان أوهرين (1988–89)
- Jiri Dunaj (1989–90)
- فرانتيسيك سيپرو (1990–92)
- أناتولي بيشوفتس (1992–93)
- Andreas Kissonergis (1995)
- ديثيلم فيرنير (1995–96)
- كالمان ميسزولي (1997–98)
- اندرياس مايكليديس (يوليو 2000 – سبتمبر 2002)
- ايوانيس ماتزوراكيس (سبتمبر 2002 – نوفمبر 2003)
- هينك هوارت (نوفمبر 2003 – 31 ديسمبر 2004)
- أوليغ بروتاسوف (ديسمبر 2004 – مارس 5)
- اندرياس مايكليديس (مارس 2005 – مايو 5)
- بوجان براسنيكار (1 يوليو 2005 – 30 نوقمبر 2005)
- Loizos Mavroudis (فبراير 2006 – مايو 6)
- بانيكوس اورفانيديس (يوليو 2006 – يناير 7)
- (فبراير 2007 – ديسمبر 7)
- ميهاي ستويكيتا (4 ديسمبر 2007 – 5 فبراير 2008)
- Andreas Michaelides (فبراير 2008 – يناير 2009)
- ميهاي ستويكيتا (26 يناير 2009 – 20 مايو 2009)
- (1 أغسطس 2009 – 1 ديسمبر 2009)
- دوسان وهرين (1 يناير 2010 – 21 سبتمبر 2010)
- ميهاي ستويكيتا (22 سبتمبر 2010 – 7 فبراير 2011)
- رايموند اتيفيلد (7 فبراير 2011 – مايو 2011)
- بامبوس كريستودولو (24 مارس 2011 – 22 أكتوبر 2012)
- جورجي كوستا (24 أكتوبر 2012 – 22 مايو 2013)
- ليتو فيديجال (1 يوليو 2013 – 22 أكتوبر 2013)
- ايفاييلو بيتيف (25 أكتوبر 2013 – 17 نوفمبر 2014)
- Christakis Christoforou (17 نوفمبر 2014 – 19 أكتوبر 2015)
- ماكيس تشاڤوس (27 أكتوبر 2015 – 8 فبراير 2016)
- بامبوس كريستودولو (8 فبراير 2016 – 7 مارس 2017)
- برونو بالتازار (22 مارس 2017 – 5 مارس 2018)
- دوسان كيركيز (5 مارس 2018–)

## الرؤساء
| الاسم               | من   | إلي  |
| ------------------- | ---- | ---- |
| ستافروس بيتاس       | 1930 | 1932 |
| كريتون تورناريتيس   | 1932 | 1934 |
| Yiangos Limanititis | 1934 | 1953 |
| نيكوس سولومونيدس    | 1953 | 1971 |
| نيكوس كونتاس        | 1971 | 1976 |
| جورجيوس تورناريتيس  | 1976 | 1982 |
| لوريس ليسوتيس       | 1982 | 1996 |
| ديميتريس سولومونيدس | 1996 | 2002 |
| جيورجوس فرانتزيس    | 2002 | 2003 |
| أكيس إليناس         | 2003 | 2005 |
| أجيس أجابيو         | 2005 | 2006 |
| ماريوس هيرودوتو     | 2006 | 2007 |
| زكريا كوندوروس      | 2007 | 2008 |
| اندجياس سوفوكليوس   | 2008 | الأن |
| كوستاس كريستودولو   | 2018 | الأن |

## نتائج أكاديمية أيل ليماسول
- البطولة القبرصية تحت 21 سنة: 13

1940، 1951، 1960، 1973، 1978، 1983، 1984، 1989، 1998، 1999، 2000، 2002، 2008
الوصيف: 1
2012
- كأس قبرص تحت 21 سنة: 1

1997
- البطولة القبرصية تحت 19 سنة: 1

2018 (المشاركة في الدوري الأوروبي للشباب 2018–19)
- البطولة القبرصية تحت 17 سنة: 6

2004، 2005، 2007، 2011، 2012، 2018
الوصيف: 1
2019
- البطولة القبرصية تحت 16 سنة: 1

2017
- البطولة القبرصية تحت 15 سنة: 2

2005، 2009
- البطولة القبرصية تحت 13 سنة: 3

2006، 2008، 2017

## فريق كرة السلة رجال
نادي أيل ليماسول لكرة السلة (باليونانية: Αθλητική Ένωση Λεμεσού) هو نادي كرة سلة محترف قبرصي، يقع مقره في ليماسول.يلقب النادي بالملكة ، كان أحد أنجح الفرق في قبرص منذ بداية كرة السلة في الجزيرة.
يحمل ليماسول الرقم القياسي لعدد البطولات الوطنية وكؤوس السوبر التي فاز بها. ويعتبر نادي كرة السلة الوحيد في قبرص الذي فاز بلقب أوروبي، بعد أن فاز بكأس التحدي الإقليمي FIBA في عام 2003.
تأسس النادي في عام 1966، وهو أحد الأعضاء المؤسسين لاتحاد كرة السلة القبرصي. شاركت ليماسول في أول بطولة رسمية في عام 1967، وكان المدرب ميشالكي نيكولايدي، وتمكن النادي في وقت مبكر من ترسيخ نفسها كـ «ملكة» لكرة السلة القبرصية.
أصبح النادي الفريق المهيمن في قبرص في الثمانينيات، وهو العقد الذي فاز فيه بـ 13 لقباً (6 بطولات وطنية، و5 كؤوس، وكأسين سوبر).
لم يتحقق في التسعينيات الكثير من النجاح حيث انتهى الأمر بالنادي بالفوز بلقب واحد فقط (في عام 1999)، والذي كان يشير إلى بداية عصر ذهبي آخر.
فاز النادي بعدد 14 مسابقة محلية في العقد الأول من القرن الحادي والعشرين (5 بطولات وطنية، و3 كؤوس، و6 كؤوس سوبر)، بالإضافة إلى تاج أوروبي (كأس التحدي الإقليمي، المؤتمر الجنوبي 2003)، تمتع ليماسول بأكثر فترة نجاحًا في تاريخه واحتفظ بلقب «ملكة» كرة السلة القبرصية.

## فريق الكرة الطائرة النسائي
| الاسم الكامل | TRB-Danoi ΑΕΛ                          |
| اللقب        | Βασίλισσα (اليونانية) الملكة (العربية) |
| تأسس         | 1976                                   |
| ألوان الفريق | أصفر وأزرق                             |
| الصالة       | نيكوس سولومونيديس                      |
| لقب الصالة   | Το κλουβί (اليونانية) القفص (العربية)  |
| سعة الصالة   | 3,000                                  |

| ألقاب فريق كرة الطائرة سيدات            | ألقاب فريق كرة الطائرة سيدات | ألقاب فريق كرة الطائرة سيدات |
| --------------------------------------- | ---------------------------- | --- |
| البطولة                                 | 29                           | (1978، 1979، 1980، 1981، 1982، 1983، 1984، 1985، 1986، 1987، 1988، 1989، 1990، 1991، 1993، 1994، 1995، 1996، 1997، 1998، 1999، 2000، 2001، 2002، 2005، 2006، 2008، 2009، 2012) |
| الكأس                                   | 28                           | (1978، 1980، 1981، 1982، 1983، 1984، 1985، 1986، 1987، 1988، 1989، 1990، 1991، 1992، 1993، 1994، 1995، 1996، 1997، 1998، 1999، 2000، 2001، 2002، 2003، 2005، 2006، 2011)       |
| كأس السوبر                              | 13                           | (1995، 1996، 1997، 1998، 1999، 2000، 2004، 2005، 2006، 2007، 2008، 2009، 2012)                                                                                                 |
| ألقاب فريق كرة الطائرة سيدات تحت 21 سنة |                              | |
| البطولة                                 | 11                           | (1987، 1988، 1991، 1996، 1999، 2000، 2002، 2004، 2008، 2009، 2010) |
| الكأس                                   | 5                            | (2000، 2002، 2004، 2009، 2010) |
| ألقاب فريق كرة الطائرة سيدات تحت 17 سنة |                              | |
| البطولة                                 | 11                           | (1995، 1996، 1999، 2000، 2001، 2002، 2003، 2004، 2006، 2008، 2009) |
| الكأس                                   | 1                            | (2000) |

أيل ليماسول عضو مؤسس لاتحاد كرة طائرة القبرصي في عام 1976، سيطر فريق ليماسول النسائي على الكرة الطائرة القبرصية، وحصل علي إنجازات هائلة. فاز الفريق بدوري كرة طائرة للسيدات 27 مرة من بين المواسم الـ 32 الملعوبة حتى الآن في قبرص، فازوا بالكأس 27 مرة من أصل 31 كأسًا، من بينهم 24 مرة متتالية من عام 1980 حتي 2003، وفازوا بالدوري 15 مرة متتالية من 1977 إلي 1991. لديهم سجلات مذهلة في الفوز بالثنائية 12 مرة من 1980 حتي 1991، و9 مرات من 1993 حتي 2001. كان للنادي أيضًا في الماضي فريق رجال لمدة 10 سنوات، شارك في البطولة القبرصية.

## فريق البولينج
تأسس نادي البولينج في عام 1999، وأصبح في نفس العام عضوًا في اتحاد منطقة ليماسول. شارك الفريق في عام 2001 في بطولة قبرص كواحد من اثنين من ممثلي اتحاد مقاطعة ليماسول، فاز الفريق بكأسه الأولى بفوزه بكأس اتحاد مقاطعة ليماسول. بطولة اتحاد مقاطعة ليماسول في عام 2006، هي أول بطولة لفريق. مقر الفريق هو مركز جالاكسي للبولينج.
| الاعبين           |
| كريستوس كراساس    |
| نيكولاس كلينتوس   |
| ميكاليس بيريكلوس  |
| جورجيوس جورجيو    |
| أندروس كالوجيرو   |
| ديميتريس ديميتريو |
| بانيكوس كلينثوس   |

| ألقاب فريق البولينج | ألقاب فريق البولينج | ألقاب فريق البولينج            |
| ------------------- | ------------------- | ------------------------------ |
| بطولة ليماسول       | 3                   | (2006، 2008، 2009)             |
| كأس ليماسول         | 5                   | (2003، 2004، 2005، 2007، 2008) |

## فريق الدراجات
تأسس فريق ركوب الدراجات في عام 2001، وأصبح في العام نفسه عضوًا في اتحاد مقاطعة ليماسول. تألف أول فريق لركوب الدراجات للرجال مما يلي: Ομηρος Χριστοφόρου، Παντελής Τίμινης، Μιχάλης Τσουλόφτας، Ηρόδοτος Κυριάκου، Σωτήρης Σκουταρίδης، Δημήτρης Αραούζος
| ألقاب فريق الدرجات       | ألقاب فريق الدرجات | ألقاب فريق الدرجات |
| ------------------------ | ------------------ | ------------------ |
| عام - كأس الطريق:        | 3                  | (2004، 2005، 2006) |
| رجال - كأس الطريق:       | 3                  | (2004، 2005، 2006) |
| ماسترز 1 - كأس الطريق:   | 1                  | (2006)             |
| الماسترز 2 - كأس الطريق: | 2                  | (2004، 2005)       |

## الألعاب الرياضية المجمدة
بصرف النظر عن الأقسام الرياضية النشطة حاليًا، كان يملك أيل لمياسول في الماضي بعض الفرق الرياضية الأخرى، والتي لم تعد موجودة اليوم. وفازت جميع هذه الفرق غير النشطة حاليًا بألقاب عندما كانت نشطة.

### الهوكي
كان يملك أيل لمياسول في الماضي فريق هوكي الحقل غير نشط حاليًا. حقق الفريق الكثير من الانتصارات بقيادة لاعبه رينوس أنطونيادس. فاز الفريق بالكأس في عام 1931 في المباراة المقامة في لارنكا. أصبح الفريق بعد عام واحد بطل قبرص. تألف الفريق من اللاعبين التالي أسماؤهم: أنطونيادس، بارياس، فرانجوس، كريستوفيدس، ميكايليدس، كالوجيرو، فيكتور موستريس، أناستاسياديس وويليامسون. لم تكن هناك مسابقات أخرى للهوكي في قبرص بعد ذلك، فأغلقت فرق الهوكي الأخرى في تلك الفترة فرق الهوكي بسبب مشاكل مالية.

### كرة اليد
كرة اليد هي رياضة أخري غير موجود حاليًا، كان الفريق نشطًا لفترة قصيرة من الوقت، فلم يمنع ذلك الفريق من إضافة كأس آخر إلى المئات التي فاز بها فريق أيل لمياسول في مختلف الرياضات الأخرى. فاز فريق كرة اليد بالنادي بكأس قبرص في 11 يونيو 1989، بعد يوم واحد من فوز فريق كرة القدم، فأنتصر على مركز الشباب في لارنكا 23-19 في المباراة النهائية التي أقيمت في صالة ليفكوثيو إندور في نيقوسيا.

### كرة الطائرة للرجال
تحتفظ أيل لمياسول بثلاث فرق للكرة الطائرة للسيدات، ولا تملك حاليًا فريق للكرة الطائرة للرجال.

### كرة الماء
كان أيل لمياسول نشطًا في الرياضات البحرية أيضًا، خاصة المحتاجة إلي مشاركة فريق. كانت رائدة في سباقات القوارب في أعوام 1932، و1933، و1934 في ألعاب سباقات القوارب القبرصية. كان أعضاء الفريق هم نيرشوس بيريس، كريستاكيس ديكسون، أندرياس أراوزوس، سوتيريس أنطونيادس وماكسيموس موريديس. كان يملك النادي أيضًا فريق لكرة الماء. حقق الفريق انتصارًا ملحوظًا على فريق مختار من البحرية الملكية البريطانية، الذي كان آنذاك أبطال البحر الأبيض المتوسط. فاز فريق لمياسول بكأس البحر الأبيض المتوسط

## وصلات خارجية
- الموقع الرسمي